# Stanley Glover
Stanley Glover   (Newcastle upon Tyne, 18 d'abril de 1908 - Saskatoon, 23 de febrer de 1964) va ser un atleta anglès de naixement, però canadenc d'adopció, especialista en curses de velocitat, que va competir durant les dècades de 1920 i 1930.
El 1928 va prendre part en els Jocs Olímpics d'Amsterdam, on va guanyar la medalla de bronze en els 4x400 metres relleus del programa d'atletisme, formant equip amb James Ball, Phil Edwards i Alex Wilson.
El 1930 guanyà la medalla de plata en la prova dels 4x440 iardes dels Jocs de la Commonwealth.

## Millors marques
- 400 metres llisos. 49.6" (1932)[1]